# Un Logotipo para los Derechos Humanos

El logotipo para los derechos humanos http://humanrightslogo.net/

Un Logotipo para los Derechos Humanos es el resultado de la iniciativa internacional del mismo nombre, impulsada en 2010, cuyo objetivo consistió en establecer una imagen reconocida internacionalmente, a fin de respaldar el movimiento global de defensa de los derechos humanos.

## El logotipo ganador
El logotipo ganador es del serbio Predrag Stakic y combina la silueta de una mano con la de un pájaro.  Está concebido como aportación pacífica destinada a promover los derechos humanos y como tal debe proyectarse por encima de todas las barreras culturales y lingüísticas. El logotipo está disponible para todo el mundo como producto de fuente abierta. Por consiguiente, está libre de derechos y podrá ser utilizado por personas en todo el mundo sin el abono de tasas o la solicitud de autorizaciones. 

## El concurso
El objetivo de la iniciativa Un Logotipo para los Derechos Humanos consistía en establecer un símbolo universalmente reconocido para los derechos humanos. A estos efectos se inició el 3 de mayo de 2011 (Día Mundial de la Libertad de Prensa) un concurso internacional en línea invitando a personas en todo el mundo a enviar propuestas para el diseño del logotipo y votarlas. 
Un jurado compuesto por destacadas personalidades seleccionó los diez logotipos finalistas de entre las más de 15.300 propuestas procedentes de más de 190 países. El logotipo ganador fue elegido de entre estas diez propuestas por la comunidad de internautas durante una fase de votación final de tres semanas de duración.
El concurso finalizó oficialmente el 23 de septiembre de 2011 con la presentación del logotipo universal para los derechos humanos al margen de la Asamblea General de las Naciones Unidas en Nueva York.

## Presentación del logotipo ganador
La presentación del logotipo ganador tuvo lugar el 23 de septiembre de 2011 al margen de la Asamblea General de las Naciones Unidas en Nueva York y fue moderada por el ex redactor en jefe de Time Magazine, Michael Elliott.
La periodista de televisión Ann Curry, el ministro Alemán de Relaciones Exteriores Guido Westerwelle, así como los activistas de derechos humanos Carolyn Gomes, de Jamaica, y Angelina Atyam, de Uganda, subrayaron en sus intervenciones la importancia de disponer de un símbolo universal en la lucha internacional en pro de los derechos humanos. El hito musical de la velada fue la actuación de la sopranista Jessye Normans.
En el patio interior del Ministerio de Relaciones de Exteriores alemán en Berlín hay desde 2015 un Oso Buddy que hace mención a los Derechos Humanos. En la parte delantera hay el logotipo y las palabras artísticamente escritas «Derechos Humanos» en siete idiomas. En el dorso del oso aparece el Art. 1. de la Declaración Universal de los Derechos Humanos de la ONU. «Todos los seres humanos nacen libres e iguales en dignidad y derechos y, dotados como están de razón y conciencia, deben comportarse fraternalmente los unos con los otros».

## El jurado
La iniciativa fue apoyada por un destacado jurado internacional. Entre otras personalidades formaron parte del jurado:
Ai Weiwei (artista conceptual y activista de derechos humanos) 

Angelina Acheng Atyam (galardonada con el Premio de los Derechos Humanos de las Naciones Unidas) 

Aung San Suu Kyi (Premio Nobel de la Paz) 

Waris Dirie (modelo y activista contra la mutilación genital) 

Shirin Ebadi (Premio Nobel de la Paz) 

Roland Emmerich (director y productor de cine) 

Carolyn Gomes (defensora de los derechos humanos y pediatra) 

Mijaíl Gorbachov (Premio Nobel de la Paz) 

Mukhtar Mai (activista de derechos humanos) 

Princesa Basma bint Talal (princesa jordana y activista de derechos humanos) 

Somaly Mam (defensora de los derechos de la mujer) 

Juanes (cantante y activista por la paz) 

Navanethem Pillay (Alta Comisionada de las Naciones Unidas para los Derechos Humanos) (ACNUDH) 

Paikiasothi Saravanamuttu (activista de derechos humanos) 

Jimmy Wales (fundador de la enciclopedia Wikipedia) 

Muhammad Yunus (Premio Nobel de la Paz) 

Asimismo, los ministros de Relaciones Exteriores de Alemania, Bosnia y Herzegovina, Canadá, Chile, Mauricio, la República Checa, el Senegal, Singapur y el Uruguay participaron como patrocinadores en la creación de una plataforma para la iniciativa.